# Anne Baldassari
Pour les articles homonymes, voir Baldassari.
Anne Baldassari, née le 14 janvier 1955, est une conservatrice du patrimoine. Elle a été directrice du musée Picasso de 2005 à 2014.

## Biographie
Anne Baldassari naît en 1955 à Tlemcen (Algérie). Après une thèse de troisième cycle en art et sciences sociales, elle occupe plusieurs postes dans des institutions d'art contemporain (chargée de mission au Fonds d'intervention culturelle puis au Fonds d'incitation à la création de la Délégation aux arts plastiques du ministère) avant de devenir conservatrice du patrimoine, en poste au musée national d'Art moderne du Centre Georges-Pompidou (1985-1990).
Elle est nommée en 1992 chargée des archives au musée Picasso. Elle y organise plusieurs expositions ( Brassaï-Picasso en 2000, Matisse-Picasso en 2002, Bacon-Picasso en 2005, etc.). Elle organise la grande exposition Picasso et les maîtres en 2009, au Grand Palais, qui est un succès public.
Anne Baldassari occupe des fonctions éminentes dans la Franc-maçonnerie.
Elle est directrice du musée Picasso de 2005 à 2014 et présidente de l'établissement public du musée Picasso de 2010 à 2014. Elle a piloté à ce titre la rénovation du musée (agrandissement et nouvel itinéraire de visite) et l'organisation de grandes expositions à l'international (qui rapportent 31 millions d'euros au musée). Le 13 mai 2014, la ministre de la Culture met fin à ses fonctions au musée Picasso à partir de l'automne 2014.
Elle est alors nommée commissaire générale de l'exposition Icônes de l'art moderne. La collection Chtchoukine qui s'est tenue à la fondation Louis Vuitton du 22 octobre 2016 au 5 mars 2017 et qui a reçu 1 205 000 visiteurs.

### Vie privée
Elle épouse Christian Phéline en 1988.

## Décorations
- Chevalier de la Légion d'honneur
- Officier de l'ordre national du Mérite
- Commandeur de l'ordre des Arts et des Lettres

### Ouvrages généraux sur l'art moderne et contemporain
- Anne Baldassari et Daniel Buren, Entrevue, conversations avec Anne Baldassari, publié à l'occasion de l'exposition : "Le Musée des arts décoratifs comme lieu, situation 2", Paris, Musée des arts décoratifs, mars-avril 1987, Paris : Musée des arts décoratifs : Flammarion, 1987, 95 p.  (ISBN 2-08-012071-9)
- Anne Baldassari, Simon Hantaï, Paris : Centre Georges Pompidou, coll. "Jalons", 1992, 69 p.  (ISBN 2-85850-661-2)
- Anne Baldassari, Daniel Buren et Michel Parmentier, Propos délibérés. Daniel Buren, Michel Parmentier ; entretiens réalisés par Anne Baldassari les 11, 23 et 28 janvier 1991, publié à l'occasion de l'exposition "Daniel Buren-Michel Parmentier" présentée à Bruxelles, Palais des beaux-arts, 7-21 juillet 1991, Villeurbanne : Art éd. ; Bruxelles/Palais des beaux-arts, 1992 [2e éd.], coll. "Ecrits d'artistes", 165 p.  (ISBN 2-905986-08-5)
- Anne Baldassari, Jean-Pierre Pincemin : peintures, gravures : œuvres de 1986 à 2002 , catalogue de l'exposition organisée au Centre d'arts plastiques, Royan [18 juillet-19 octobre 2003], textes de Maryvonne Georget, Jean-Pierre Pincemin et Anne Baldassari, 2003, 50 p.  (ISBN 2-910983-26-9)
- Anne Baldassari, Icônes de l'art moderne : la collection Chtchoukine, catalogue de l'exposition organisée à Paris, Fondation Louis Vuitton, 22 octobre 2016-20 février 2017, par la Fondation Louis Vuitton ; Musée d'État de l'Ermitage ; Musée d'État des beaux-arts Pouchkine ; catalogue de l'exposition sous la direction d'Anne Baldassari, Paris : Fondation Louis Vuitton/Gallimard, 2016, 478 p.  (ISBN 978-2-07-269273-4)

### Ouvrages de référence sur l'œuvre de Pablo Picasso
- Anne Baldassari, Picasso photographe : 1901-1916, catalogue de l'exposition organisée au Musée Picasso [1er juin-17 juillet 1994], Paris : Réunion des musées nationaux, 1994, 247 p.  (ISBN 2-7118-3055-1)
- Anne Baldassari, Le miroir noir : Picasso, sources photographiques, 1900-1928, catalogue de l'exposition organisée au musée Picasso [12 mars-9 juin 1997], Paris : Réunion des musées nationaux, 1997, 271 p.  (ISBN 2-7118-3530-8)
- Anne Baldassari, Pablo Picasso, catalogue de l'exposition organisée à Liège, Salle Saint-Gerges [6 octobre 2000-31 janvier 2001], commissaire de l'exposition Régine Rémon ; textes de Anne Baldassari, Roland Doschka [et al.], Munich ; Londres ; New York : Prestel Verl., 2000, 210 p.  (ISBN 3-7913-2472-1)
- Anne Baldassari, Picasso papiers journaux, publication à l'occasion de l'exposition organisée au Musée Picasso [2 avril-30 juin 2003], Paris : Tallandier, 2003, 238 p.  (ISBN 2-84734-088-2)
- Anne Baldassari, Bacon, Picasso : la vie des images, catalogue de l'exposition organisée au Musée Picasso [1er mars-30 mai 2005], Paris : Flammarion/Réunion des musées nationaux, 2005, 237 p.  (ISBN 978-2-08-011414-3)
- Anne Baldassari, Picasso surréaliste, catalogue de l'exposition organisée à la Fondation Beyeler [12 juin-12 septembre 2005] en collaboration avec le Musée Picasso, Riehen-Basel : Fondation Beyeler ; Paris : Flammarion, 2005, 235 p.  (ISBN 2-08-011480-8)
- Anne Baldassari, Picasso-Dora Maar : il faisait tellement noir, catalogue de l'exposition organisée au Musée Picasso [14 février-22 mai 2006] et à Melbourne, à la National gallery of Victoria  [29 juin-8 octobre 2006], Paris : Flammarion/Réunion des musées nationaux, 2006, 317 p.  (ISBN 2-08-011582-0)
- Anne Baldassari, X rays : Picasso, photographies de Xavier Lucchesi ; texte d'Anne Baldassari, publié à l'occasion de l'exposition "Picasso X rays", Paris, Musée Picasso, 20 septembre 2006-8 janvier 2007, Paris : Musée national Picasso ; Boulogne : "Beaux-arts magazine", 2006, 64 p.  (ISBN 2-84278-545-2)
- Anne Baldassari, Picasso, Carmen, Sol y sombra, catalogue de l'exposition organisée au Musée national Picasso [21 mars-24 juin 2007], Paris : Flammarion/RMN/Musée Picasso, 2007, 190 p.  (ISBN 978-2-08-120234-4)
- Anne Baldassari, Picasso cubiste, catalogue de l'exposition organisée au Musée national Picasso [19 septembre 2007-7 janvier 2008], Paris : Flammarion/Réunion des musées nationaux, 29 octobre 2007, 367 p.  (ISBN 978-2-7118-5377-9)
- Anne Baldassari, Guernica, photographies de Gilles Peress, publication à l'occasion de l'exposition "1937 Guernica 2007" organisée au Musée national Picasso [19 septembre 2007-8 janvier 2008], Paris : Musée national Picasso/"Beaux-arts" éd., 2007, 64 p.  (ISBN 978-2-84278-587-1)
- Anne Baldassari, Musée Picasso Paris, publié à l'occasion de la réouverture du musée Picasso en 2014, dans le cadre du projet "Grand musée Picasso", Paris : Musée Picasso/ Flammarion, 2014, 551 p.  (ISBN 9782081308916)

### Ouvrages en traduction
- Anne Baldassari, Picasso e la fotografia : lo specchio nero [traduction de Picasso photographe : 1900-1916] mostra, Houston, Museum of fine arts, 16 novembre 1997-1 febbraio 1998 ; Monaco, Fotomuseum, 3 marzo-3 maggio 1998 ; Tokyo, Bunkamura museum of art, 5-28 giugno 1998 ; Osaka, Suntory museum of art, 7 luglio-23 agosto 1998 ; Firenze, Palazzo Vecchio, settembre-novembre 1998,  Firenze : Alinari, 1998, 263 p.  (ISBN 88-7292-238-0)
- Anne Baldassari, Picasso : working on paper, exhibition at Dublin, Irish museum of modern art, 29 March-28 May 2000, transl. from the french by George Collins, Dublin : Merrell : Irish museum of modern art, 2000, 192 p.  (ISBN 1-85894-109-1)
- Anne Baldassari, Bacon, Picasso : the life of images, exhibition, Paris, Musée Picasso [March 1st-May 30th 2005], traduction de Bacon, Picasso : la vie des images, English language ed., Paris : Flammarion/Réunion des musées nationaux, 2005, 237 p.  (ISBN 2-08-030486-0)
- Anne Baldassari, The surrealist Picasso, exhibition, Riehen-Basel, Fondation Beyeler, [June 12-September 12, 2005], organized in conjunction with the Musée Picasso], Riehen-Basel : Fondation Beyeler/Paris : Flammarion, 2005, 253 p.  (ISBN 2-08-030509-3)
- Anne Baldassari, Picasso : [life with Dora Maar], love and war, 1935-1945, traduction de Picasso-Dora Maar, English éd., Paris : Flammarion : Réunion des musées nationaux, 2006, 317 p.  (ISBN 978-2-0803-0521-3)
- Anne Baldassari, Picasso and his collection, published for 'Picasso & his collection', an exhibition organised by the musée national Picasso, Paris, in association with the Queensland Art Gallery and Art Exhibitions Australia, and held at the Queensland Art Gallery / Gallery of Modern Art, Brisbane, Australia, 9 June-14 September, 2008", Sydney, N.S.W. : Art Exhibitions Australia/South Brisbane, Qld. : Queensland Art Gallery, 2008, 311 p.  (ISBN 9781876509330)
- Anne Baldassari, Icons of modern art : the Shchukin collection, exhibition, Paris, Fondation Louis Vuitton, October 22, 2016-March 5, 2017, organized by Fondation Louis Vuitton ; State Hermitage museum ; Pushkin state museum of fine arts] ; exhibition catalogue edited by Anne Baldassari, traduction de Icônes de l'art moderne : la collection Chtchoukine, Paris : Fondation Louis Vuitton/Gallimard, 2017, 455 p.  (ISBN 978-2-07-276077-8)
- Anne Baldassari, Šedevry živopisi [Texte imprimé] : sobranie S. I. Ŝukina : [vystavka, Pariž], Fond Louis Vuitton, 22 oktâbrâ 2016-20 fevralâ 2017 / [organizatory] Fond Louis Vuitton ; Gosudarstvennyj Èrmitaž ; GMII im. Puškina ; katalog vystavki avtor i sostavitelʹ Anna Balʹdassari ; Шедевры живописи [Texte imprimé] : собрание С. И. Щукина : [выставка, Париж], Фонд Louis Vuitton, 22 октября 2016-20 февраля 2017 / [организаторы] Фонд Louis Vuitton ; Государственный Эрмитаж ; ГМИИ им. Пушкина ; каталог выставки автор и составитель Анна Бальдассари, Pariž : Fondation Louis Vuitton : Gallimard, Париж : Fondation Louis Vuitton : Gallimard, 2016, 478 p.  (ISBN 978-2-07-270021-7)